# Illa das Esculturas de Pontevedra

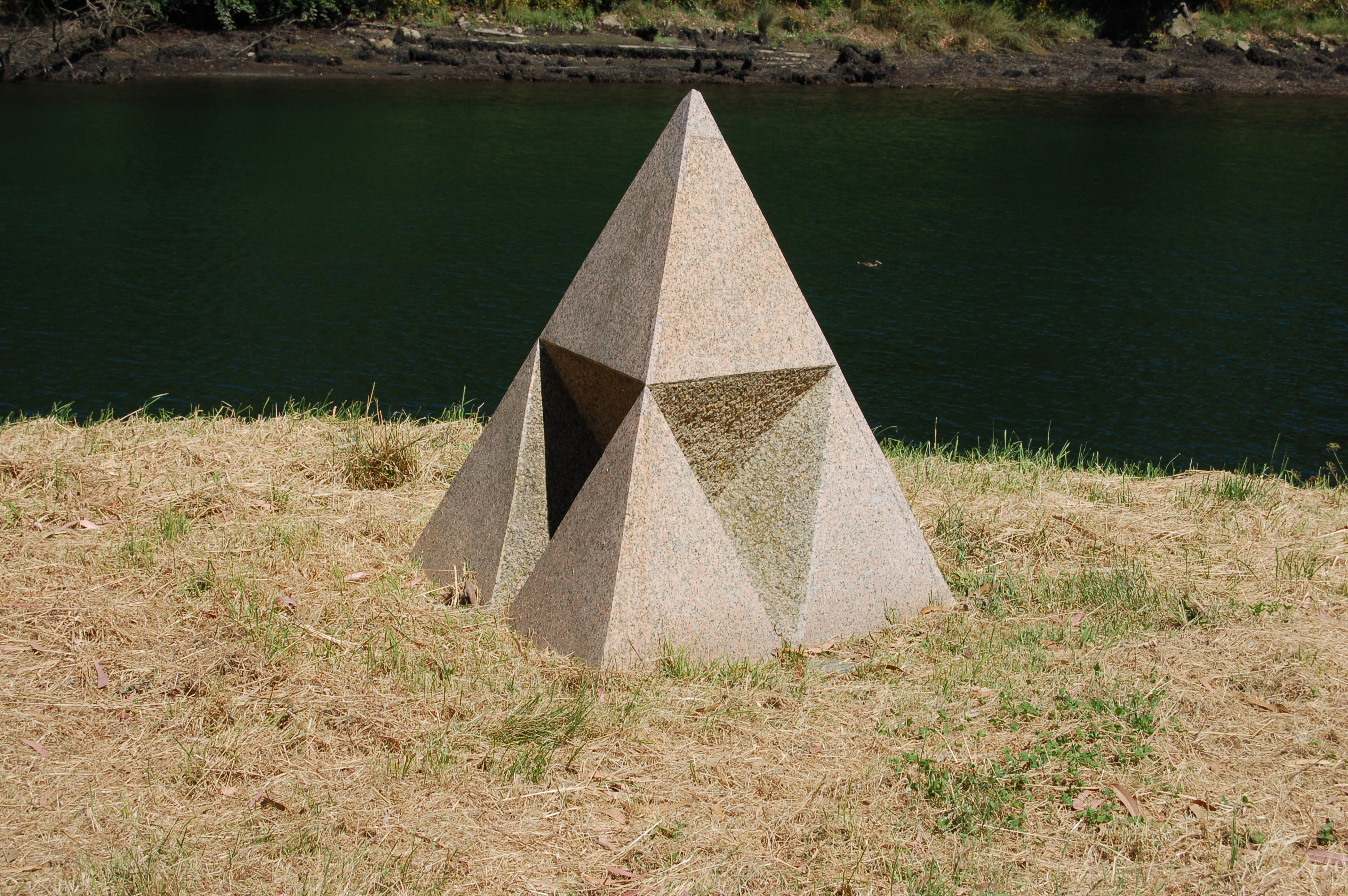
Pyramid von Dan Graham

Die Illa das Esculturas de Pontevedra (deutsch: Insel der Skulpturen bei Pontevedra), auch Illa das Esculturas genannt, ist ein Skulpturenpark am Fluss Lérez in Pontevedra, Galicien in Spanien.
Der Skulpturenpark wurde im Rahmen einer Freizeit- und Grünflächenanlage geplant und 1999 eröffnet. Der Skulpturenpark erstreckt sich über eine Fläche von 70.000 m². Zwölf zeitgenössische spanische und internationale Künstler wurden aufgefordert ein Kunstwerk zu schaffen, wobei die meisten ihre Arbeit als Land Art ausführten.

## Sammlung
- Cielo acortado (1999), von Giovanni Anselmo.
- Los 36 justos (1999), von Fernando Casás.
- Ohne Titel (1999), von José Pedro Croft.
- Pyramid (1988–1999), von Dan Graham.
- Petrarca (1999), von Ian Hamilton Finlay.
- Zonder titel (1999), von Jenny Holzer.
- Saavedra (1999), von Francisco Leiro.
- Línea de Pontevedra (1999), von Richard Long.
- Laberinto de Pontevedra (1999), von Robert Morris.
- Una Folie o Pequeño Paraiso para Pontevedra (1999), von Anne und Patrick Poirier.
- Ohne Titel (1999), von Ulrich Rückriem.
- Xaminorio xunquemenes abay (1999), von Enrique Velasco.

## Fotogalerie

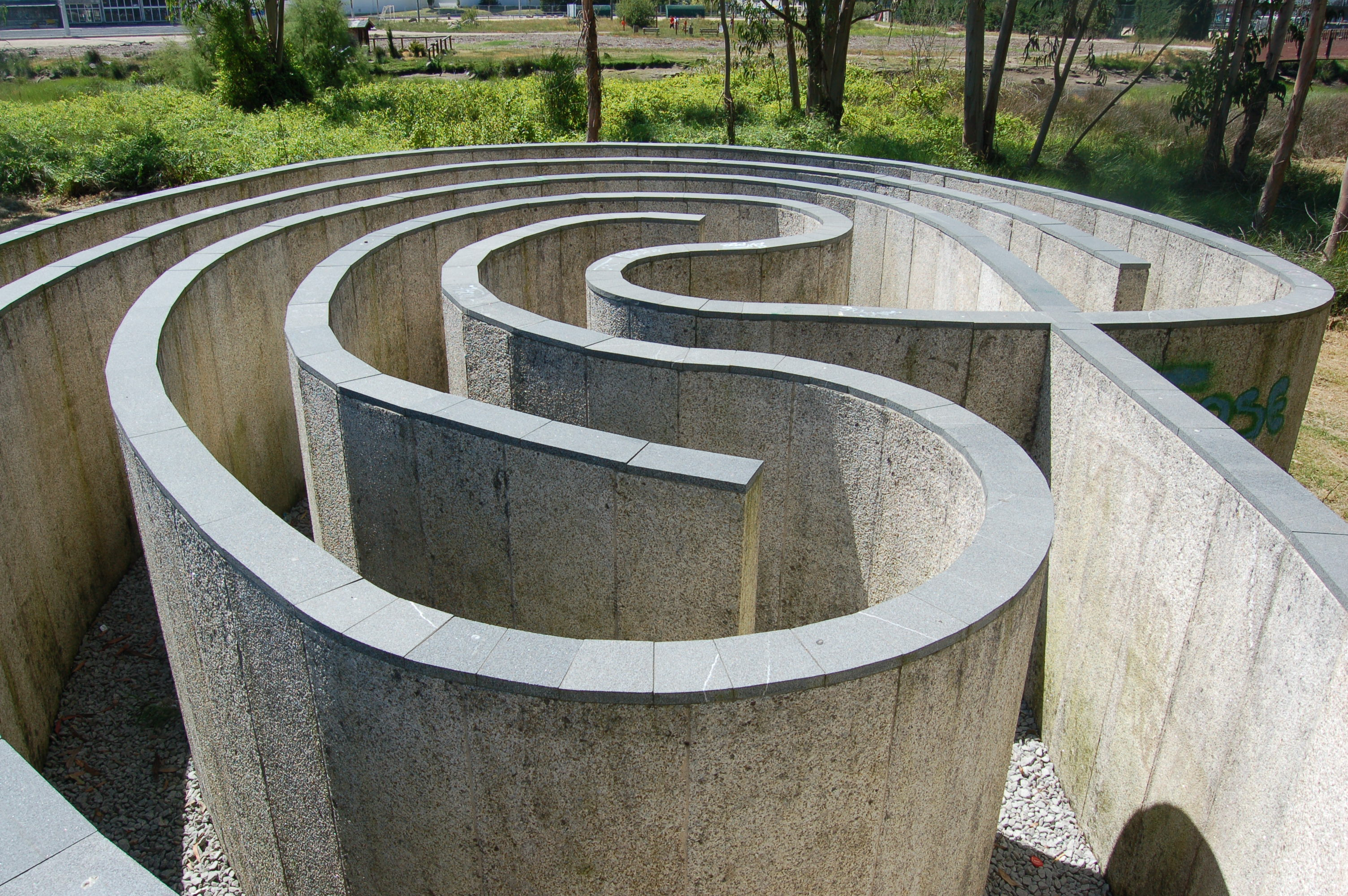
Laberinto de Pontevedra von Robert Morris
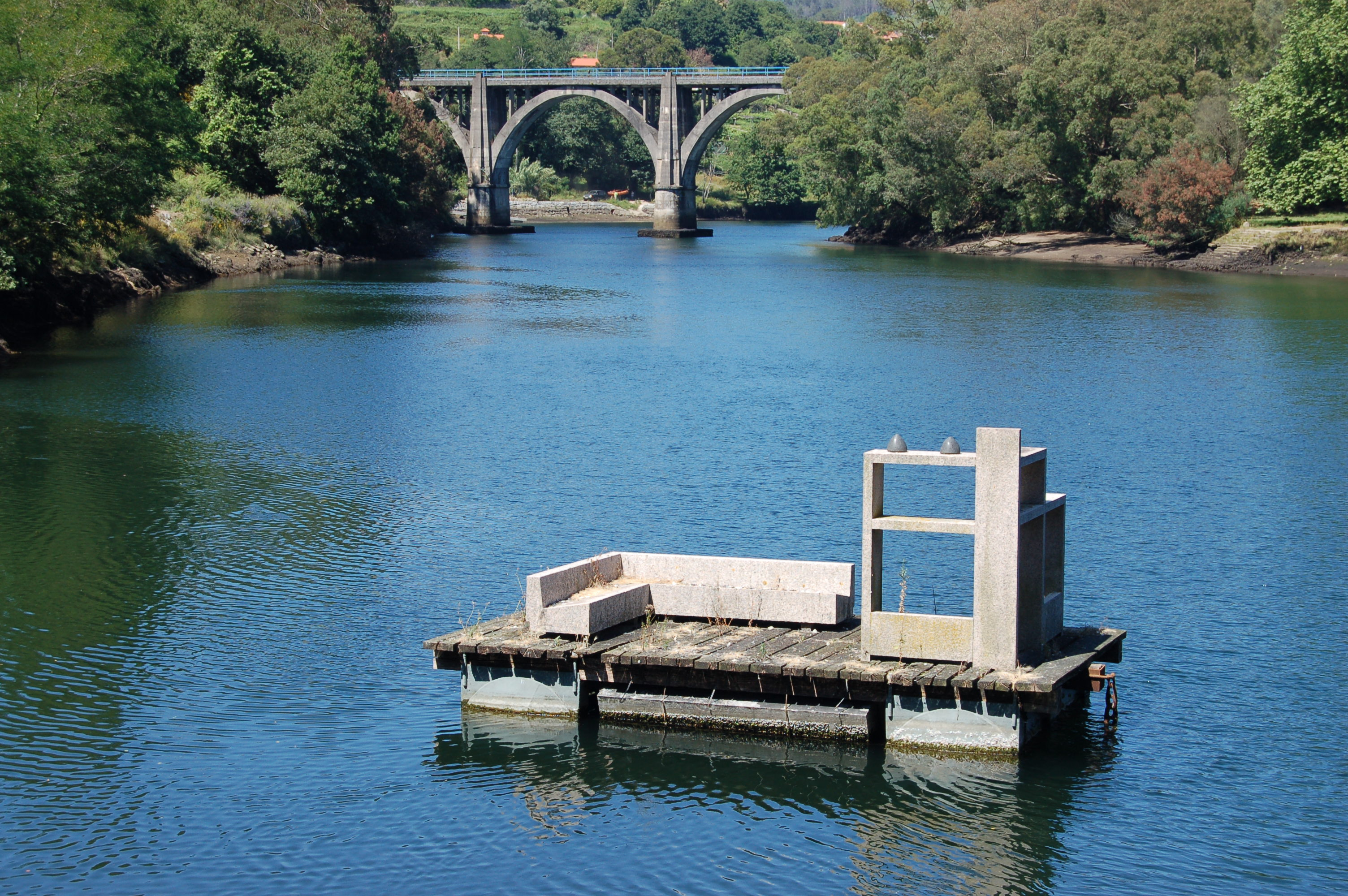
Saavedra von Francisco Leiro

Koordinaten: 42° 26′ 24″ N, 8° 38′ 2″ W